# Amin Sarr
Amin Sarr (Malmö, 11 maart 2001) is een Zweeds-Gambiaans voetballer die doorgaans speelt als spits. In juli 2025 verruilde hij Olympique Lyon voor Hellas Verona.

## Clubcarrière
Sarr speelde in de jeugd van AIF Barrikaden, Kulladals FF, Husie IF en Trelleborgs FF voor hij in 2018 terechtkwam in de opleiding van Malmö FF. Bij deze club tekende hij in april 2020 zijn eerste professionele contract. Zijn professionele debuut maakte hij op 16 juli van dat jaar, op bezoek bij Östersunds FK. Ola Toivonen en Anders Christiansen scoorden namens Malmö, waarna het door een doelpunt van Ludvig Fritzson uiteindelijk 1–2 werd. Sarr moest van coach Jon Dahl Tomasson op de reservebank beginnen en hij mocht achttien minuten voor tijd invallen voor Søren Rieks. De spits maakte zijn eerste doelpunt op 2 augustus, toen hij op bezoek bij IFK Göteborg de voorsprong verdubbelde na een benutte strafschop van Christiansen. Uiteindelijk won Malmö met 0–3 door een treffer van Jo Inge Berget. In de zomer van 2021 werd Sarr voor een half jaar verhuurd aan Mjällby AIF. Bij deze club maakte hij acht doelpunten in negentien competitiewedstrijden. 
Hierop besloot sc Heerenveen hem aan te trekken in januari 2022. Voor een bedrag van circa 2,3 miljoen euro maakte hij de overstap naar de Friese club, waar hij zijn handtekening zette onder een verbintenis voor de duur van drieënhalf jaar. Op 5 februari maakte hij tegen Fortuna Sittard (2–0 verlies) zijn debuut voor de club. Op 18 maart maakte hij in de 2–0 overwinning op Heracles Almelo zijn eerste doelpunt voor de club. Hij scoorde zes keer in zijn eerste halfjaar bij de club. Op 20 augustus was hij in de 4–0 zege op Vitesse met een goal en drie assists bij alle doelpunten betrokken.
In januari 2023, een jaar na zijn komst naar Heerenveen, werd Sarr voor minimaal twaalf miljoen euro overgenomen door Olympique Lyon. Hij scoorde één keer in dertien competitiewedstrijden. Eind augustus nam VfL Wolfsburg de aanvaller op huurbasis over, met een optie tot koop. Deze optie werd niet gelicht, waarna Sarr terugkeerde naar Lyon. Die club verhuurde hem in augustus 2024 aan Hellas Verona, met opnieuw een optie tot koop. Nu lichtte de hurende club de optie wel, nadat Sarr overwegend een basisplaats had gehad. Voor circa drieënhalf miljoen euro maakte hij de overstap naar Italië, waar hij voor vier jaar tekende.

## Clubstatistieken
| Seizoen | Club            | Competitie  | Competitie | Competitie | Beker | Beker | Internationaal | Internationaal | Nacompetitie | Nacompetitie | Totaal | Totaal |
| Seizoen | Club            | Competitie  | Wed.       | Dlp.       | Wed.  | Dlp.  | Wed.           | Dlp.           | Wed.         | Dlp.         | Wed.   | Dlp.   |
| ------- | --------------- | ----------- | ---------- | ---------- | ----- | ----- | -------------- | -------------- | ------------ | ------------ | ------ | ------ |
| 2020    | Malmö FF        | Allsvenskan | 17         | 1          | 0     | 0     | 3              | 0              | —            | —            | 20     | 1      |
| 2021    | Malmö FF        | Allsvenskan | 3          | 0          | 3     | 1     | 1              | 0              | —            | —            | 7      | 1      |
| 2021    | → Mjällby AIF   | Allsvenskan | 19         | 8          | 1     | 0     | —              | —              | —            | —            | 20     | 8      |
| 2021/22 | sc Heerenveen   | Eredivisie  | 13         | 5          | 0     | 0     | —              | —              | 2            | 1            | 15     | 6      |
| 2022/23 | sc Heerenveen   | Eredivisie  | 19         | 5          | 1     | 0     | —              | —              | —            | —            | 20     | 5      |
| 2022/23 | Olympique Lyon  | Ligue 1     | 13         | 1          | 2     | 0     | —              | —              | —            | —            | 15     | 1      |
| 2023/24 | Olympique Lyon  | Ligue 1     | 3          | 0          | 0     | 0     | 0              | 0              | —            | —            | 3      | 0      |
| 2023/24 | → VfL Wolfsburg | Bundesliga  | 14         | 0          | 0     | 0     | —              | —              | —            | —            | 14     | 0      |
| 2024/25 | → Hellas Verona | Serie A     | 32         | 4          | 0     | 0     | —              | —              | —            | —            | 32     | 4      |
| 2025/26 | Hellas Verona   | Serie A     | 0          | 0          | 0     | 0     | —              | —              | —            | —            | 0      | 0      |
| Totaal  | Totaal          | Totaal      | 133        | 24         | 7     | 1     | 4              | 0              | 2            | 1            | 146    | 26     |

Bijgewerkt op 21 juli 2025.

## Erelijst
| Allsvenskan | 2 | 2020, 2021 |